# Костолац
Костолац (серб. Костолац) — город в Сербии в общине Пожаревац, Браничевский округ. Согласно переписи 2011 года, население составляет 9569 человек.
На месте города был важный римский город Виминациум. В его окрестностях находятся тепловые электростанции и угольные шахты.